# Makkai László (lelkész)
Makkai László (Kisvárda, 1973. december 27. –) a Miskolci egyházmegye görögkatolikus papja, pasztorálpszichológus, lelkigondozó. 2011-től a Miskolci Egyetem lelkésze, szintén 2011-től a Görögkatolikus Felsőoktatási és Kulturális Diákotthon, valamint a Görögkatolikus Roma Szakkollégium igazgatója, szakmai vezetője. 2018-től a Romzsa Tódor Görögkatolikus Szakkollégium igazgatója, szakmai vezetője. Nős, házastársa Makkai Marianna Ágnes; két gyermek, Makkai Domonkos és Makkai Janka édesapja.

## Tanulmányai
Érettségi bizonyítványát 1993-ban szerezte az Eötvös József Gimnáziumban, Budapesten. 1993 és 1999 között a Szent Atanáz Görögkatolikus Hittudományi Főiskola tanulója volt, ahol egyetemi szintű teológiai képzésen vett részt. A főiskolát kitűnő eredménnyel végezte el, MSc fokozatot szerezve. Záró dolgozatát 1999-ben nyújtotta be és védte meg, ennek címe: "A Görögkatolikus Papnevelő Intézet felállításának körülményei 1950 – 1960 között". Témavezetője dr. Janka György volt. 2004-ben a Debreceni Református Hittudományi Egyetem növendéke lett. Itteni tanulmányait 2007-ben fejezte be, pasztorálpszichológus – lelkigondozó szakon végzett. Kiemelt szakterülete a krízislélektan volt. Szakdolgozata is ezen témakörhöz kapcsolódott, címe: "Lelkipásztorok krízishelyzetben". Témavezetője dr. Nyitrai Erika volt. 2007-től 2011-ig a Babeș–Bolyai Tudományegyetem Református Tanárképző Szak Doktori Iskolájának hallgatója volt. 2015-ben abszolvált doktorandusz titulust kapott. Témavezetője prof. dr. Hézser Gábor, doktori dolgozatának címe "Lelkipásztori krízis és identitásválság a segítő szolgálatban tevékenykedő lelkészek életében" volt. 2011 május hónapban és 2017 januárjában tanulmányokat folytatott a Gregoriana Pápai Egyetem Spirituális Intézetében Rómában. Ottani témavezetője prof. dr. Szentmártony Mihály volt. PhD doktori fokozatot szerzett 2024 -ben A Babes – Bolyai Tudományegyetem, Ökumenikus doktori iskolában, Summa cum laude  minősítéssel. 

## Pályafutása
- 1999 – 2004: a Sátoraljaújhelyi Görögkatolikus Egyházközség segédlelkésze.
- 2004 – 2006: az Álmosdi Görögkatolikus Egyházközség parochusa.
- 2006 – 2011: a Miskolci Görögkatolikus Általános Iskola és a Szent Miklós Görögkatolikus Óvoda lelkésze.
- 2011 – : a Miskolc Egyetem görögkatolikus egyetemi lelkésze.
- 2011 – : a Görögkatolikus Felsőoktatási és Kulturális Diákotthon, Görögkatolikus Roma Szakkollégium igazgatója, szakmai vezetője.
- 2012 – 2015: a Miskolci egyházmegye cigánypasztorációs referense.
- 2013 – 2014: a Miskolci Egyetem Bölcsészettudományi Karának Tanárképző Intézetében óraadó oktató; fő témakörei a pszichológia és a csoportdinamika.
- 2015 –  A Miskolci egyházmegye cigánypasztorációért felelős püspöki helynöke.
- 2015 – : a Görögkatolikus Cigánymissziós Koordinációs Iroda vezetője.
- 2016 tavasza: a Szent Atanáz Görögkatolikus Hittudományi Főiskola óraadója; fő tantárgya a katolikus cigánypasztoráció története.
- 2017 – 2018: az Oktatási Hivatal felsőoktatási elemzési főosztályán a felsőoktatási kompetenciaméréssel foglalkozó kutató.
- 2017 – 2020: az EFOP -1.4.4-16 azonosítószámú, Bari Shej Roma lányok továbbtanulási esélyeinek növelése c. projekt szakmai vezetője.
- 2018 – 2019: a Miskolci egyházmegye tanodáinak referense.
- 2019 – 2021 : az EFOP-1.3.7-17-2017-00253 azonosítószámú, Értékünk a közösségünk c. projekt szakmai vezetője.
- 2020 –  Szent Atanáz Hittudományi Főiskola óraadó tanára.
- 2020 – : A Hungary Helps önkéntes program lelki vezetője.
- 2022 – A Munkácsi Görögkatolikus Püspöknek Nílus Atyának Magyarországi tanácsadója.
- 2023 – MAB Vallástutományi Munkabizottság Tagja.

### Önkéntes tevékenységei
- 2014 és 2015 között a Keresztény Roma Szakkollégiumi Hálózat (KRSZH) elnöke, 2015-től 1 évig a Görögkatolikus Missziós Iroda lelkigondozói tanácsadója volt.
- 2016 és 2018 között fenntartói megbízottként ellátta a Miskolci egyházmegye tanodáinak felügyeletét is.
- Az Egészségért és Kultúráért Alapítvány elnöke, 2015-től az EFOP Monitoring bizottság tagja. Emellett a Soltész Kálmán Úti Általános Iskola Tanulóiért Alapítványának kuratóriumi tagja.

### Tudományos publikációi
- Makkai L: A család szerepe az egészséges személyiség-fejlődésben, amely a stabil és harmonikus kapcsolat alapja . In.: A Tudás Ösvénye. Kiadó: Ökumenikus Doktori Iskola, Kolozsvár, 2022.
- Makkai L.: A papi / lelkipásztori krízis pasztorálpszichológiai reflexiói. Athanaziana 51. szám. 45-55 old. 2021.
- Makkai L.: Fogd meg a kezem! A katolikus tanodák társadalmi felelősségvállalása. In.: Ti az Egyház szívében vagytok! Katolikus Cigánypasztoráció Magyarországon. Kiadó: Boldog Ceferinó Intézet. Szerkesztő: Bángi-Magyar Anna. 196-205 old. 2021.
- Dr. Balogh Gy. J..: Krisztus a Legfőbb Vajda; utószó, 2020.
- Dr. Balogh Gy. J., Makkai L.: A Cigány arcú Jézus; utószó, 2019.
- Kerülő J., Halász G., Makkai L.: Added Value Of Higher Education. Tanulmány.
- Makkai L.: Kooperáló Tanuló Intézmények. A KRSZH Intézményeinek jó gyakorlatát bemutató kötet, 2018.
- Makkai L., Somosi Á. K., Szilágyi E.: Gyakornoki program keretrendszerének kialakítása a miskolci Görögkatolikus Cigány Szakkollégiumban, 2017.
- Makkai L., Dobos K.: Kézen fogva Isten országa felé. Lelkigondozói interjúkötet II., 2017.
- Dr. Vinnai E.: A diszkrimináció tilalmának szabályozása és a jogérvényesítés lehetőségei a magyar jogrendszerben, Lehetőség 2017/1. Előszó: Makkai L.
- Dr. Szabó-Tóth K., Dr. Nótin Á.: Kettős Identitás fejlesztését elősegítő szakmai program kidolgozása és kísérleti bevezetése, Lehetőség 2015/1. Előszó: Makkai L.
- Makkai L.: A családdá válás krízise. A Miskolci Apostoli Exarchátus Évkönyve,12-14 oldal, 2014a.
- Makkai L.: Párkapcsolat-Változás-Döntés, Görögkatolikus Szemle Kalendáriuma, 25 oldal, 2014b.
- Makkai L., Dobos K.: Kézen Fogva Isten Országa Felé, lelkigondozói interjúkötet I., 2013.
- Az Emberi Méltóság Megtartása az Utolsó Pillanatig, Erkölcsteológiai munkák IV., 85-86 oldal, 2011. Utószó: Makkai L.
- Hátrányból Előre! A Miskolci Cigány Szakkollégium hallgatóinak válogatott írásai. Előszó: Makkai L.
- Makkai L., Dr. Nagy E., Dr. Szemerszky T., Dr. Seszták I.: Tevékenységmotiváció és önreflexió a segítő szolgálatban tevékenykedő lelkészek életében, 2009.

### Előadások, konferenciák
- 2008-tól napjainkig: Kézen fogva Isten országa felé c. interjúsorozat, lelkigondozói tevékenység. Új Misszió folyóirat.
- 2009, Máriapócs: Papok a kiégés megelőzéséért. Státusz: előadó, szervező.
- 2009, Máriapócs: Apák és férjek lelkigyakorlata. Státusz: társelőadó, szervező.
- 2010, Nyíregyháza: Az emberi méltóság megtartása az utolsó pillanatig. Státusz: szervező.
- 2010, Máriapócs: Feleségek és Édesanyák lelkinapja. Státusz: szervező, előadó.
- 2010, Pannonhalma: Elváltak lelkigondozása, krízisintervenciók alkalmazása. Státusz: előadó.
- 2011, Nyíregyháza: Kríziskonferencia a családokért. Státusz: előadó.
- 2011, Miskolc: Minorita rendház. Lelkipásztori Krízisek. Státusz: előadó.
- 2012, Budapest: Cigánypasztoráció a görögkatolikus egyházban. Státusz: társelőadó.
- 2012, Budapest: Bemutatkozik a Miskolci Cigány Szakkollégium. Státusz: előadó.
- 2014, Budapest: A családi élet váltófázisai az első gyerek születése után a férj életében. Státusz: főelőadó.
- 2015, Máriapócs: Lépéspróbák a kiegyensúlyozott női önmegvalósítás felé. Státusz: előadó, társszervező.
- 2015, Feled: Egyházi Oktatás tapasztalata a romák integrációja terén. Státusz: előadó.
- 2016, Miskolc: Terítéken a tudomány konferencia a Szakkollégiumban. Státusz: szervező.
- 2017, Eger: Pedagógus lelkigyakorlat és szakmai továbbképzés. Státusz: főelőadó.
- 2017, Miskolc: Az egyházak társadalmi szerepvállalása. Státusz: előadó.
- 2017, Miskolc: Együtt a hitben jövőt építünk, KRSZH Konferencia. Státusz: szervező.
- 2018, Nyíregyháza: Terítéken az Oktatás. Cigánypasztorációs kerekasztal beszélgetés a Főiskolán. Státusz: előadó, résztvevő.
- 2018, Miskolc: Anyák különleges szerepben. Státusz: előadó.
- 2019, Ózd: Randevú egy Életen Át című rendezvény keretében: Törékeny kincsünk a család. Hogyan figyeljünk egy/másra. Státusz: előadó.
- 2019, Edelény: Házasság hete című program keretében: Női és férfi különbözőségek összecsiszolása a házasságban. Státusz: előadó.
- 2019, Miskolc: Új kihívások és intézményi válaszok a hátrányos helyzetű középiskolai tanulók felsőoktatásba való bekerüléséhez. Státusz: előadó.
- 2019, Miskolc: Miskolci Nagycsaládosok Egyesületének konferenciája keretében: Édesapának lenni jó! Státusz: előadó.
- 2019, Sajópálfala: Előadás és lelkigyakorlat édesanyáknak: Személyes erőforrásaink keresése.  Státusz: előadó.
- 2020, Budapest: Cigánypasztoráció a Kárpát-medencében. Magyarországon található 44 település jó gyakorlatának a bemutatása. Státusz: előadó.
- 2020, Ózd: Éghajlatváltozás a Házasságban. Házasság Hete. Státusz: előadó
- 2021, Ózd: Házasságok a fagypont alatt és felett. Házasság Hete. Státusz: előadó
- 2021, Sajópálfala: Lelki hétvége papfeleségeknek. Státusz: előadó
- 2021, Pécs: Papi rekollekció, Pécsi Egyházmegye. Státusz: előadó
- 2022, Ózd: A páros élet páratlan szépségei. Házasság Hete. Státusz: előadó
- 2022, Szerencs: A nemek háborúja és tartós békéje. Házasság Hete Státusz: előadó
- 2022, Pálháza: Az Óperenciás-tengeren is túl, avagy a házasság nem csak mese. Házasság Hete. Státusz: előadó
- 2022, Miskolc: Párkapcsolatunk sokszínű arcai. Házasság Hete, Nagycsaládosok Egyesülete. Státusz: előadó
- 2022, Nyíregyháza: Elszórtan zivatar várható... a párkapcsolatban is. Házasság Hete. Státusz: előadó
- 2022, Papságot érintő krízisek és azok megoldási lehetőségei. Debrecen – Nyíregyházi Egyházmegye, papi rekollekció. Státusz: előadó
- 2022, Gödöllő: Közösség- és szervezetfejlesztés a Premontrei rend gödöllői közösségében. Státusz: előadó
- 2022, Karmacs: A céltalanság nem irány! Lelkigyakorlat a katonai ordinárius lelkészeinek. Státusz: előadó
- 2022, Beregszász: A cselekvő jóakarat. Rekollekció a kárpátaljai görögkatolikus lelkészeknek és feleségeknek. Státusz: előadó
- 2022, Zsámbék: Tevékenységmotiváció és önfejlesztés a premontrei női rend közösségében. Státusz: előadó
- 2022, Nyíregyháza: A krízislélektan pasztorálpszichológiai alapjai. Előadás a Magyar Tudomány napja alkalmából, Szent Atanáz Hittudományi Főiskola. Státusz: előadó
- 2022, Karácsfalva: Kívül harcok, belül félelem....bátorság én vagyok, ne féljetek. Lelkigyakorlat papfeleségeknek. Státusz: előadó
- 2023, Gödöllő: Közösség – és szervezetfejlesztés a Premontrei rend gödöllői közösségében II. Státusz: előadó
- 2023, Zsámbék: Közösség és szervezetfejlesztés a zsámbéki premontrei nővéreknél II. Státusz: előadó
- 2023, Gödöllő: Krízislélektan alapjai, megoldási mechanizmusok a papi krízisek tekintetében. III. Státusz: előadó
- 2023. Kolozsvár: Pasztorálpszichológiai Szakkonferencia. A lelkészi munkavégzés határkérdései. Státusz: előadó

### Kitüntetések, emlékérmek
- 2004: Sátoraljaújhelyi Görögkatolikus Egyházközség: Miklósy István-emlékérem
- 2011: Miskolci Görögkatolikus Általános Iskola: A Görögkatolikus Iskoláért végzett munkáért emlékérem.
- 2015: Papi mellkereszt
- 2021: Díszes papi kereszt
- 2021: a Magyar Érdemrend Lovagkeresztje
- 2022: Epigonation[forrás?]